# Camillo Cortellini
Camillo Cortellini (Bologne 24 janvier 1561 - Bologne, 1630) est un compositeur italien. Il a vécu à la période de transition entre la Renaissance et le baroque. Il a été actif en tant que compositeur, chanteur, tromboniste.

## Biographie
Camillo Cortellini est le fils du musicien Gaspare surnommé il viola, dont il  a hérité la profession et le surnom puisqu'on l'appelait dans ses jeunes années il violino. Gaspare Cortellini, déjà employé au « Concerto Palatino » de la Seigneurie de Bologne, a dû initier très tôt à la musique Camillo, soit en lui donnant lui-même des leçons, soit en le confiant à Alfonso Ganassi, qui était employé à l'époque dans le « Concerto Palatino ».
La première date certaine concernant le jeune Cortellini est celle du 26 février 1577 quand il est devenu membre du « Concerto Palatino » à la place de son père. Dès lors, à l'exception d'une parenthèse à Mantoue dont nous ne savons presque rien, Cortellini a vécu à Bologne. Il a publié trois livres de madrigaux entre 1583 et 1586. C'est seulement après qu'il a trouvé sa véritable vocation - peut-être dictée par des considérations économiques - à savoir composer de la musique sacrée. Entre 1595 et 1627, il a produit trois collections de messes, deux psaumes, un Magnificat et une litanie.
En 1593, il a été reçu comme cantor dans la prestigieuse Chapelle de Saint Pétrone, où il a travaillé jusqu'à sa mort en 1630, avec une interruption entre 1608 et 1610. Le dernier événement majeur dans sa vie est son entrée après 1622 à l'« Accademia dei Filomusi », une institution prestigieuse de Bologne, fondée par Adriano Banchieri et qui comptera parmi ses membres étrangers à la ville Claudio Monteverdi.
Cortellini est l'auteur du premier livre de musique imprimé à Bologne, à savoir son deuxième livre de madrigaux en 1584 confié à l'imprimeur Giovanni Rossi. Cortellini a également été le premier à Bologne à imprimer un  recueil de messes concertantes avec son Deuxième Livre de Messes de 1617, recueil important sur le plan de l'histoire de la musique car il contient une page d'instructions qui donnent clairement des indications pour l'exécution de ces messes.

## Œuvres
- Primo Libro de’ Madrigali a 5 e 6 voci, Ferrare, Baldini, 1583 (nous est parvenu incomplet)
- Secondo Libro de’ Madrigali a 5 voci  , Bologne, Rossi, 1584 (nous est parvenu incomplet)
- Terzo Libro de’ Madrigali a 5 voci, Ferrare, Baldini, 1586
- Salmi a 6 voi, Vincenti, Venise, 1595
- Salmi a 8 voci e organo per i Vespri di tutto l’anno, Venise, Vincenti, 1606
- 8 Magnificat a 6 voci, Venise, Vincenti, 1607
- Messe a 4, 5, 6 e 8 voci e organo sui toni ecclesiastici, Venise, Vincenti, 1609
- Laetanie della Beata Vergine a 5, 6, 7 e 8 voci, Venise, Vincenti, 1615
- Messe concertate a 8 voci, Venise, Vincenti, 1617
- Messe concertate a 8 voci, Venise, Vincenti, 1626
- Azioni rappresentate in musica per la Festa della Porchetta di Bologne, 1627 (subsiste seulement le livret)